# A Balu kapitány kalandjai epizódjainak listája
Ez a lista a Balu kapitány kalandjai című rajzfilmsorozat epizódjait mutatja be, melyet 1990 és 1991 között készített a Disney. A sorozatot eredetileg 1993 és 1997 között vetítette az MTV1, kisebb megszakításokkal. 2003-ban az RTL Klub adta le, új szinkronnal, és ekkor az epizódok új címeket is kaptak. Az alábbi táblázatban a második cím a második magyar szinkron szerinti cím. Egyes epizódoknak három szinkronja is van, ugyanis az első szinkron két ütemben készült, és voltak olyan részek, amiket emiatt kétszer is elkészítettek.
| Sor. | Év. | Cím                                                                                                | Premier                                            | Gyártási szám |
| --- | --- | -------------------------------------------------------------------------------------------------- | -------------------------------------------------- | ------------- |
| 1-4. | 1.  | A villámkő titka Rablás, villámlás (Plunder and Lightning)                                         | 1990. szeptember 7. 1993. január 3., 10., 17., 24. | 1-4           |
| Balu, a tehergép-pilóta egy napon találkozik Kittel, a 12 éves árva fiúval, akit navigátorává fogad. Közben a vállalkozása tönkremegy, amit felvásárol Rebecca Cunningham, akinek nagy tervei vannak. Don Kartács, a kalózok rettegett vezére, azt tervezi, hogy egy Sir Khantól ellopott, úgynevezett villámkő erejével felvértezett fegyverrel megtámadja Cape Suzette-et. |     | |                                                    |               |
| 5. | 2.  | Jobb ma egy robot, mint holnap kettő Repülőgépesség (From Here to Machinery)                       | 1990. szeptember 10. 1993. május 2.                | 18            |
| Balu elveszít egy kihívást Sir Khan egyik tudósának új fejlesztése, a robotpilóta ellen, ami miatt a pilóták munkanélküliek lesznek. Don Kartács azonban hamarosan rájön, hogy a berendezés gyenge pontja az, hogy nem tud eltérni a repülési tervtől. |     | |                                                    |               |
| 6. | 3.  | A tengeri szörny (It Came from Beneath the Sea Duck)                                               | 1990. szeptember 11. 1993. március 7.              | 10            |
| Kit önként vállalkozik, hogy vigyáz Mollyra, amíg Rebecca és Balu vásárolni mennek. A dolgok bonyolódni kezdenek, amikor a képbe kerülnek a kalózok és egy óriáspolip. |     | |                                                    |               |
| 7. | 4.  | Amit ma megtehetsz… Az idő nem vár a medvére (Time Waits for No Bear)                              | 1990. szeptember 12. 1993. február 21.             | 8             |
| Miután Balu túl sokszor késik el, Rebecca városnéző repülőre teszi őt azzal, hogy bizonyos időpontokban meghatározott helyeken kell lennie. Csakhogy ő hall egy ellopott koronáról, így inkább annak a nyomába indul, a repülőt pedig Vadmacsra bízza. |     | |                                                    |               |
| 8. | 5.  | Fogadott gyerek bajjal jár Egynapos mami (Mommy for a Day)                                         | 1990. szeptember 13. 1993. április 11.             | 15            |
| Molly örökbe fogad egy különös lényt, amely ha megszívja magát vízzel, hatalmasra nő. Miközben vigyáznia kell rá, meg kell védenie az orvvadász MacKnee-től is. |     | |                                                    |               |
| 9. | 6.  | Parancsol jeget? Jegeces eset (I Only Have Ice for You)                                            | 1990. szeptember 14. 1993. január 31.              | 5             |
| Balu pilótaengedélyét időlegesen felfüggesztik, ezért Rebeccának kell átvenni a Vaskacsa irányítását. Közben egy hatalmas jégtömböt kellene leszállítaniuk egy sivatagi hercegnek. |     | |                                                    |               |
| 10. | 7.  | A Démonasszony akcióba lép A huncut kis Molly (Molly Coddled)                                      | 1990. szeptember 17. 1993. június 13.              | 24            |
| Covinton, az ékszertolvaj egy értékes kincset rejt el a Vaskacsán. Mikor visszamenne érte, megdöbbenve látja, hogy kitakarították a gépet, a tárgy pedig Molly babagyűjteményébe került. Hogy visszaszerezze, megpróbál Rebecca bizalmába férkőzni. |     | |                                                    |               |
| 11. | 8.  | Potyautas aranyportyán Polly-nak kincs kell (Polly Wants a Treasure)                               | 1990. szeptember 18. 1993. április 25.             | 17            |
| Kit összebarátkozik egy papagájjal, aki állítólag ismeri egy kincs rejtekhelyét. Balu eközben bajban van, mert Rebecca rajta akarja leverni egy értékes szállítmány értékét. |     | |                                                    |               |
| 12. | 9.  | Betűzni nehéz A füstbe ment füstírás (Vowel Play)                                                  | 1990. szeptember 19. 1993. augusztus 1.            | 31            |
| Balu nem tud betűzni, ami tönkreteszi Rebecca legújabb ötletét: hogy az égen üzenjenek. A szolgáltatást egy bűnöző üzengetésre használja a társaival. |     | |                                                    |               |
| 13. | 10. | Az elátkozott bálvány A bálvány (The Idol Rich)                                                    | 1990. szeptember 20. 1993. április 4.              | 14            |
| Balu és Spigot ezredes egy bálvány után kutatnak, és mikor utóbbi megszerzi, elhiteti vele, hogy az elátkozott. |     | |                                                    |               |
| 14. | 11. | Viharos idők Zivataros idő (Stormy Weather)                                                        | 1990. szeptember 21. 1993. március 14.             | 11            |
| Miután összeveszett Baluval a felelőtlensége miatt, Kit otthagyja őt és beáll Veszélyes Dan Dawson légicirkuszába. Ő azonban arra kényszeríti a fiút, hogy életveszélyes mutatványokat vállaljon be. |     | |                                                    |               |
| 15. | 12. | A birmaga trapéz titka Rémületből megdermedve (Bearly Alive)                                       | 1990. szeptember 24. 1993. május 23.               | 21            |
| Rebecca félreért egy telefonhívást, ami miatt azt hiszi, hogy Balu haldoklik. Ő a hír hallatán elhatározza, hogy berepül a Birmaga-trapézba, ahonnét még senki nem tért vissza. |     | |                                                    |               |
| 16. | 13. | Az álomhajó Álom, álom (Her Chance to Dream)                                                       | 1990. szeptember 25. 1993. június 6.               | 23            |
| Rebecca szívét elbűvöli egy szellemhajó kapitánya, és azt hiszi, hogy csak álmodik. Balu és Lajcsi meg akarnak tőle szabadulni. |     | |                                                    |               |
| 17. | 14. | Minden jó, ha vége bálna Jó lenne bálnának, ha vele jól bánnának (All's Whale That Ends Whale)     | 1990. szeptember 26. 1993. május 16.               | 20            |
| Balu és Kit megmentenek a cirkuszból egy bálnát. |     | |                                                    |               |
| 18. | 15. | Barátság fesztivál tanulságokkal A barátság arany lángkereke (The Golden Sprocket of Friendship)   | 1990. szeptember 27. 1993. június 27.              | 26            |
| Spigot ezredes azt a feladatot kapja, hogy vigyen ajándékba egy arany fogaskereket Cape Suzette polgármesterének. A kincsre Moe-nak is fáj a foga, ezért Balu és Kit segítenek az ezredesnek. |     | |                                                    |               |
| 19. | 16. | Versenyszellem földön-égen Kár a benzinért (For a Fuel Dollars More)                               | 1990. szeptember 28. 1993. március 28.             | 13            |
| Rebecca egy légi töltőállomást indít, ami hatalmas siker, de egyszersmind tönkreteszi Balu és Lajcsi barátságát. Lajcsi úgy dönt, hogy beindítja a saját benzinkútját. |     | |                                                    |               |
| 20-21. | 17. | Gyanús fények a tengeren (1-2. rész) A jó hír megelőzése / Hamis a tükör (A Bad Reflection on You) | 1990. október 1-2. 1993. február 7, 14.            | 6-7           |
| Balu kitüntetést kap Sir Khantól, mely szerint ő a világ legjobb pilótája. Az egész csak egy trükk, ugyanis egy balekot keresnek, aki végig tud repülni azon az úton, ahol rengetegen eltűntek. Az egész mögött a kalózok állnak, akik tükrökkel zavarják össze a pilótákat és szerzik meg zsákmányukat.                                                                     |     | |                                                    |               |
| 22. | 18. | Többet ésszel, mint ábécével Balu maga alatt (On a Wing and a Bear)                                | 1990. október 3. 1993. június 20.                  | 25            |
| Balu repülési engedélye lejár, a megújítása pedig nagy nehézségekkel jár, mert ábácásorrendben kell teljestenie a feladatokat. Don Kartács és Sir Khan szövetkeznek, hogy üzemanyaghiányt idézzenek elő Cape Suzette-ben. |     | |                                                    |               |
| 23. | 19. | Csillag születik, némi nehézséggel A botcsinálta csillag (A Star is Torn)                          | 1990. október 4. 1993. május 30.                   | 22            |
| Balu találkozik Kitty Kaboodle-val, a filmsztárral, aki megkéri, hogy legyen a kaszkadőrpilótája. Kiderül, hogy a forgatások során megtörtént balesetek valójában nem is balesetek. |     | |                                                    |               |
| 24. | 20. | Egy marék üveg Üveges beütés (A Touch of Glass)                                                    | 1990. október 5. 1993. február 28.                 | 9             |
| Rebecca, aki a felsőbb néposztályokba tartozó ügyfeleket akar, felteszi a Vaskacsát biztosítékként egy értékes gyémántszállítmányra. Balu elveszíti a gyémántot, és vele együtt a gépet is - ám kiderül, hogy az egész mögött szélhámosok állnak. |     | |                                                    |               |
| 25. | 21. | Gombaszedés félsikerrel Minél röfögőbb, annál disznóbb (The Bigger They Are, the Louder They Oink) | 1990. október 8. 1993. március 21.                 | 12            |
| Rebecca legújabb ötlete, hogy egy disznó segítségével fog értékes szarvasgombát szerezni. A disznó jóval nagyobb és falánkabb, mint gondolnák, ráadásul a kutatás során meggyűlik a bajuk a bennszülöttekkel. |     | |                                                    |               |
| 26. | 22. | Kém a köbön Legyecs-kém a levesben (A Spy in the Ointment)                                         | 1990. október 9. 1993. május 9.                    | 19            |
| Rebecca megszidja Balut, amiért olyan hiszékeny, de végül őt szedi rá egy postás, aki magát kémnek kiadva akar egy csomagot leszállítani. |     | |                                                    |               |
| 27. | 23. | A rászedett örökös A kék-vérek legbalubbika (The Balooest of the Bluebloods)                       | 1990. október 15. 1993. július 25.                 | 30            |
| Balu megtudja, hogy egy bárói család leszármazottja, ám az örökségért a komornyik és a házvezetőnő végezni akarnak vele. |     | |                                                    |               |
| 28. | 24. | A trükkös bálvány Cserebere (A Baloo Switcheroo)                                                   | 1990. október 16. 1993. július 18.                 | 29            |
| Egy bálvány hatására Balu és Kit, valamint Rebecca és Don Kartács testet cserélnek. Megoldást kell találniuk még napfelkelte előtt, különben örökre így maradnak. |     | |                                                    |               |
| 29. | 25. | Füttyenhopp Jackson, a legenda A legendás Nyughatatlan Jackson (Whistlestop Jackson, Legend)       | 1990. október 22. 1993. július 11.                 | 28            |
| 30. | 26. | Dupla, vagy semmi (Double or Nothing)                                                              | 1990. október 24. 1993. augusztus 22.              | 35            |
| 31. | 27. | Asszonyok a levegőben Szoknyauralom (Feminine Air)                                                 | 1990. október 30. 1993. augusztus 15.              | 33            |
| 32. | 28. | A horizonton túl A láthatáron túl (Last Horizons)                                                  | 1990. november 1. 1993. augusztus 8.               | 32            |
| 33. | 29. | A képzelet ereje A hókacsa megszökik (Flight of the Snow Duck)                                     | 1990. november 5. 1993. augusztus 29.              | 36            |
| 34. | 30. | Kár a tigrist megmenteni (Save the Tiger)                                                          | 1990. november 7. 1997. július 27.                 | 40            |
| 35. | 31. | Az öreg halász és a kétéltű (The Old Man and the Sea Duck)                                         | 1990. november 8. 1997. augusztus 3.               | 41            |
| 36. | 32. | Szemenszedett invázió A zűrháború (War of the Weirds)                                              | 1990. november 13. 1993. július 4.                 | 27            |
| 37. | 33. | A rettenetes kapitányok (Captains Outrageous)                                                      | 1990. november 15. 1997. augusztus 31.             | 45            |
| 38. | 34. | Az időrablók Az időbandita (The Time Bandit)                                                       | 1990. november 23. 1993. április 18.               | 16            |
| 39-40. | 35. | Csengőklangatás (For Whom the Bell Klangs)                                                         | 1990. november 27-28. 1997. szeptember 7, 14.      | 46-47         |
| 41. | 36. | Khan polgárai Khan városa (Citizen Khan)                                                           | 1990. december 3. 1993. szeptember 19.             | 34            |
| 42. | 37. | A fogyókúra bajjal jár A zabos tudós (Gruel and Unusual Punishment)                                | 1990. december 4. 1993. szeptember 12.             | 38            |
| 43. | 38. | Molly karácsonya (Jolly Molly Christmas)                                                           | 1990. december 20. 2003                            | 65            |
| 44. | 39. | Balu, a meg nem értett hős A kikupált bálozó Balu (My Fair Baloo)                                  | 1991. január 7. 1993. szeptember 5.                | 37            |
| 45. | 40. | A kincsrablók (Waiders of the Wost Tweasure)                                                       | 1991. január 9. 1997. október 12.                  | 51            |
| 46. | 41. | Pilótaképzés thembriai módra A repülőiskola (Flight School Confidential)                           | 1991. január 10. 1993. szeptember 26.              | 39            |
| 47. | 42. | A liptafejű szállítása (Bringing Down Babyface)                                                    | 1991. január 17. 1997. augusztus 10.               | 42            |
| 48. | 43. | Ágyú meg az ég (Jumping the Guns)                                                                  | 1991. január 21. 1997. szeptember 21.              | 48            |
| 49. | 44. | Régi eltolások nyomában (In Search of Ancient Blunders)                                            | 1991. január 30. 1997. október 5.                  | 50            |
| 50. | 45. | Lajcsi nem enged (Louie's Last Stand)                                                              | 1991. január 31. 1997. augusztus 24.               | 44            |
| 51. | 46. | Mély tudás, magas diploma (Sheepskin Deep)                                                         | 1991. február 4. 1997. szeptember 28.              | 49            |
| 52. | 47. | Légi pizza bárhova (Pizza Pie in the Sky)                                                          | 1991. február 5. 1997. augusztus 17.               | 43            |
| 53. | 48. | Ármány és találmány (Baloo Thunder)                                                                | 1991. február 6. 1997. október 19.                 | 52            |
| 54. | 49. | Bombalu (Bullethead Baloo)                                                                         | 1991. február 7. 1997. december 21.                | 61            |
| 55. | 50. | Végzet-állomás, kiszállás! (Destiny Rides Again)                                                   | 1991. február 8. 1997. november 9.                 | 55            |
| 56. | 51. | Uccu neki, vesd magad! (Mach One for the Gipper)                                                   | 1991. február 11. 2003                             | 63            |
| 57. | 52. | Odaadó ragaszkodással (Stuck on You)                                                               | 1991. február 12. 1997. december 7.                | 59            |
| 58. | 53. | Ha már homár (The Sound and the Furry)                                                             | 1991. február 13. 1997. november 2.                | 54            |
| 59. | 54. | Makadámia Makadámia felé (The Road to Macadamia)                                                   | 1991. február 20. 1997. október 26.                | 53            |
| 60. | 55. | A kituszkolt túsz (The Ransom of Red Chimp)                                                        | 1991. február 21. 1997. december 28.               | 62            |
| 61. | 56. | Balu, a postás (Your Baloo's in the Mail)                                                          | 1991. február 22. 2003                             | 64            |
| 62. | 57. | Az elveszett Paradicsom (Paradise Lost)                                                            | 1991. február 25. 1997. november 23.               | 57            |
| 63. | 58. | Molly összezsugorodása (The Incredible Shrinking Molly)                                            | 1991. április 8. 1997. november 16.                | 56            |
| 64. | 59. | A múltnak fátyola (Bygones)                                                                        | 1991. május 3. 1997. december 14.                  | 60            |
| 65. | 60. | Repülő palimadarak (Flying Dupes)                                                                  | 1991. augusztus 8. 1997. november 30.              | 58            |